# アサヒグローバル
アサヒグローバル株式会社（ASAHI GLOVAL Co.,Ltd.）は、三重県四日市市に本社を置く不動産会社である。注文住宅の販売を主としていて、三重県を中心に活動。その他にも、住環境に関する事業（インテリア、エクステリア、リフォーム）も展開。最近ではテレビCMも放映される。アイフルホームでは毎年販売実績が全国で3位以内に入るなど業界でも注目される。その他、スーパートラストマンションといった事業も展開している。

## 会社概要
- 設立　1985年（昭和60年）3月[2]
- 本社所在地　三重県四日市市ときわ1丁目2-18
- 代表者　代表取締役　久保川議道
- 資本金　9,500万円
- 売上高　68億円（2011年度） →138億円（2017年度）
- 従業員数　187名（2019年1月、パート含む）

## テレビコマーシャル
2021年現在、東海地方のローカルCMとして放映している。
「アサヒグローベー」篇では、三重県伊勢市にある二見シーパラダイス（現・伊勢夫婦岩ふれあい水族館シーパラダイス）の「アッカンベーアザラシ」として知られるミナミゾウアザラシの丸子と夢海子が出演する。